# Cute
Cute, stylisé en °C-ute (℃-ute en japonais, prononcé "kyūto"), est un groupe japonais féminin de J-pop du Hello! Project actif de 2005 à 2017, composé  d'idoles japonaises du Hello! Project Kids tout comme son groupe-sœur Berryz Kōbō.
Cute a fait son début sur un label majeur en 2007, remportant le Japan Record Award pour le meilleur nouvel artiste de l'année,. En 2008, le groupe a été nommé au Grand Prix des Japan Record Awards, sa chanson étant choisie comme une des meilleures chansons de l'année,,. Tous les singles du groupe sur un label "major" ont débuté dans le top 10 du classement hebdomadaire Oricon.

## Historique
°C-ute est formé  en 2005 avec les Hello! Project Kids qui n'ont pas été sélectionnées pour faire partie de Berryz Kōbō. Le groupe est initialement composé de sept membres, jusqu'en janvier 2006 lorsque Tsunku décide d'ajouter Kanna Arihara des Hello! Project Egg comme huitième membre. Le groupe débute sur un label indépendant en mai 2006 avec le single Massara Blue Jeans, seulement offert aux spectateurs lors de concerts du Hello! Project.

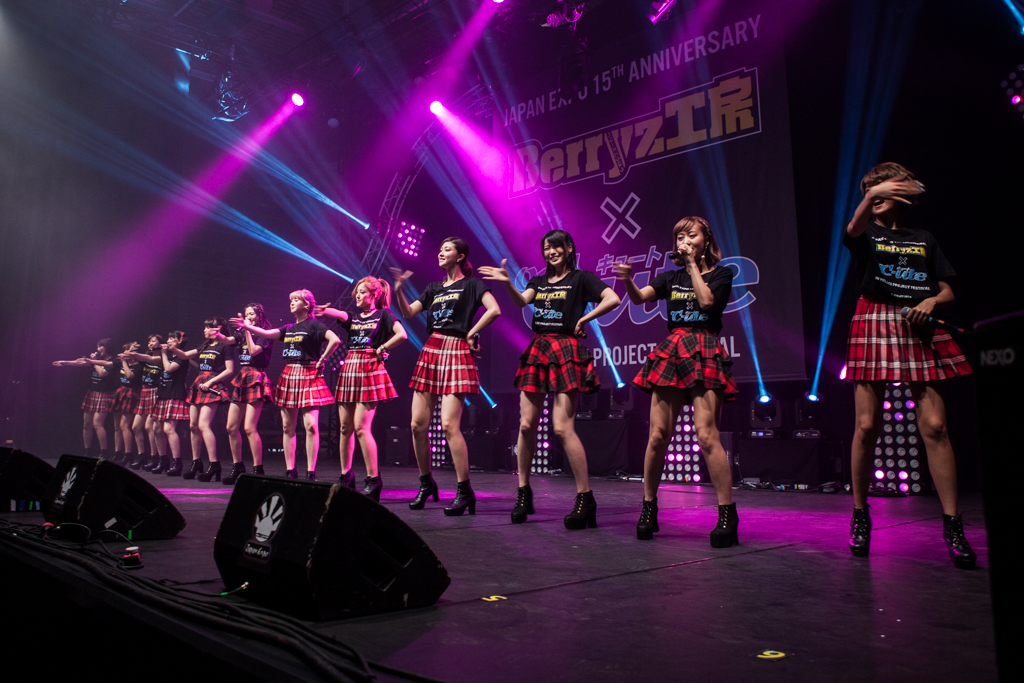
Collaboration entre Berryz Kōbō et °C-ute

En octobre 2006, Megumi Murakami quitte le groupe, officiellement pour « se concentrer sur ses études »; cela arrive peu après la diffusion sur Internet de photos stalker d'elle marchant dans la rue avec un possible ami. Le groupe, réduit à sept membres, démarre véritablement avec un label majeur en février 2007 avec le single Sakura Chirari, devenant le plus jeune girl group dont le premier single débute dans le top 10 de l'Oricon, record qui appartenait auparavant à Morning Musume.
En 2007, les membres de °C-ute sont sélectionnées avec deux autres groupes du Hello! Project, Morning Musume et Berryz Kōbō, pour participer au prestigieux évènement musical télévisé de fin d'année, le Kōhaku Uta Gassen. Elles y interprètent le single Tokaikko Junjō suivi de LALALA Shiawase no Uta. Cette chanson, originellement composée pour le numéro du Kôhaku et dévoilée seulement quelques jours avant la diffusion, est annoncée plus tard comme étant le prochain single du groupe,,,.
En juillet 2008, des photos paparazzi de Kanna Arihara au cinéma avec Ryosuke Hashimoto de Johnny's Jr. sont publiées dans la presse, mais contrairement à son ex-collègue deux ans auparavant, elle ne quitte pas le groupe. Elle est cependant mise en repos en février 2009 pour une durée indéterminée, officiellement à la suite d'une malformation du pied, le groupe continuant alors à six ; elle annonce finalement son départ définitif du groupe et du Hello! Project en juillet 2009, pour « retourner à la vie d'une jeune fille ordinaire ».
Le 1er août 2009, le départ de Erika Umeda est annoncé. Elle quitte les °C-ute le 25 octobre 2009, avec l'intention de se lancer dans le mannequinat. Contrairement à Megumi Murakami et Kanna Arihara, elle est « graduée » lors d'une cérémonie d'adieu au terme d'un concert. Les °C-ute continuent désormais à cinq.
Le 11e single de °C-ute Shock!, chantée quasi totalement par Airi Suzuki, provoque une controverse chez les fans.
Le 27 novembre 2010, Chisato Okai sort en solo un single digital disponible sur iTunes ; c'est alors la seule membre du groupe à avoir sorti un titre en solo. Cette sortie suit de près le succès de ses vidéos de danse en solo postées sur YouTube, dont la première, sur le titre Dance de Bakōn!, avait été visionnée plus d'un million de fois depuis janvier 2011,.
En janvier 2012, les membres du groupe apparaissent dans le drama Sūgaku Joshi Gakuen aux côtés des autres membres du Hello! Project.
En juillet 2013, elles font leur première apparition en Europe, invitées d’honneur musique de la Japan Expo 2013 à Paris, sortant pour l'occasion une compilation en édition limitée pour la France.
Le 3 juillet 2014, le groupe revient en France donner un second concert, cette fois-ci accompagné d'un autre groupe du Hello! Project, les Berryz Kōbō. Le concert a lieu en marge de l'exposition Japan Expo 2014, dans une salle de concert du festival nommée le Live House. C'est également le premier concert en France rassemblant le plus d'idols simultanément, soit 12 jeunes filles sur scène.
Le 19 août 2016, C-ute annonce son intention de se séparer en juin 2017, après un ultime concert au Saitama Super Arena, provoquant une grande émotion de ses fans. Les membres du groupe, qui sont désormais toutes âgées d'une vingtaine d'années et souhaitent poursuivre d'autres activités, préfèrent se séparer plutôt que de continuer ensemble en dehors du Hello! Project ou que de se mettre en pause pour une durée indéterminée afin d'y rester affilié. Il est aussi annoncé que le groupe ne participera pas à la tournée d'hiver 2017 du Hello! Project en début d'année.
En revanche, en janvier 2017, le groupe annonce qu'il effectuera des concerts en France et au Mexique en avril suivant ; derniers concerts du groupe en dehors du Japon avant sa séparation, souhaitant passer le flambeau au groupe affilié du H!P Juice=Juice.
Le groupe se sépare officiellement le 12 juin 2017 lors de leur dernier concert au Saitama Super Arena après la sortie d'un ultime album compilant toutes les chansons du groupe (coffret de 6 disques) en mai précédent. Les diplômes et bouquets de fleurs sont remis à chaque membre durant leur concert par deux ex-membres de Morning Musume (Yūko Nakazawa et Sayumi Michishige) et la leader des Angerme, Ayaka Wada.
Excepté Mai Hagiwara qui cesse alors ses activités artistiques, les membres sont transférées le mois suivant du Hello! Project au M-line club où elles continuent leurs carrières en solo.

## Membres
Membres actuelles
| Nom                                      | Naissance      | Âge | Préfecture d'origine | Groupe | Couleur, | Remarques    |
| ---------------------------------------- | -------------- | --- | -------------------- | ------ | -------- | ------------ |
| Maimi Yajima (矢島 舞美, Yajima Maimi)   | 7 février 1992 | 33  | Saitama              | O      | Rouge    | Leader       |
| Saki Nakajima (中島 早貴, Nakajima Saki) | 5 février 1994 | 31  | Saitama              | O      | Bleu     | Sub-leader   |
| Airi Suzuki (鈴木 愛理, Suzuki Airi)     | 12 avril 1994  | 31  | Chiba (née à Gifu)   | B      | Rose     | Leader vocal |
| Chisato Okai (岡井 千聖, Okai Chisato)   | 21 juin 1994   | 31  | Saitama              | A      | Vert     |              |
| Mai Hagiwara (萩原 舞, Hagiwara Mai)     | 7 février 1996 | 29  | Saitama              | AB     | Jaune    |              |

Ex-membres
- Megumi Murakami (村上 愛, Murakami Megumi?), née le 6 juin 1992 (33 ans) ; départ en octobre 2006.
- Kanna Arihara (有原 栞菜, Arihara Kanna?), née le 15 juin 1993 (32 ans) ; en repos à partir de février 2009, départ en juillet suivant.
- Erika Umeda (梅田 えりか, Umeda Erika?), née le 24 mai 1991 (34 ans) ; départ en octobre 2009.

Formations successives

## Discographie

### Albums
Albums studio
1. 25 octobre 2006 : Cutie Queen Vol. 1
2. 18 avril 2007 : 2 Mini ~Ikiru to Iu Chikara~ (mini-album)
3. 12 mars 2008 : 3rd ~Love Escalation!~
4. 28 janvier 2009 : 4 Akogare My Star
5. 24 février 2010 : Shocking 5
6. 06 avril 2011 : Chō Wonderful 6
7. 08 février 2012 : Dai Nana Shō Utsukushikutte Gomen ne
8. 04 septembre 2013 : 8 Queen of J-Pop
9. 23 décembre 2015 : Cmaj9

Compilations
1. 18 novembre 2009 : Cute Nan Desu! Zen Single Atsumechaimashita! 1
2. 21 novembre 2012 : 2 Cute Shinseinaru Best Album
3. 04 juillet 2013 : Cute Cutie Sélection ~A nos Amis de France !~ (en édition limitée pour la France)
4. 19 septembre 2015 : Cutie Selección Por los Fans Mexicanos (en édition limitée pour le Mexique)
5. 03 mai 2017 : Complete Single Collection

### Singles
Indépendants
1. 6 mai 2006 : Massara Blue Jeans
2. 3 juin 2006 : Soku Dakishimete
3. 9 juillet 2006 : Ōkina Ai de Motenashite (2e générique de fin de la série anime Kilari, épisodes 18 à 26)
4. 29 juillet 2006 : Wakkyanai (Z)

Major
1. 21 février 2007 : Sakura Chirari
2. 11 juillet 2007 : Meguru Koi no Kisetsu (générique de la série anime Robby & Kerobby)
3. 17 octobre 2007 : Tokaikko Junjō
4. 27 février 2008 : Lalala Shiawase no Uta
5. 23 avril 2008 : Namida no Iro
6. 30 juillet 2008 : Edo no Temari Uta II
7. 26 novembre 2008 : Forever Love
8. 15 avril 2009 : Bye Bye Bye!
9. 1er juillet 2009 : Shochū Omimai Mōshiagemasu
10. 16 septembre 2009 : Everyday Zekkōchō!!
11. 6 janvier 2010 : Shock!
12. 28 avril 2010 : Campus Life ~Umarete Kite Yokatta~
13. 25 août 2010 : Dance de Bakōn!
14. 1er décembre 2010 : Aitai Lonely Christmas
15. 23 février 2011 : Kiss Me Aishiteru
16. 25 mai 2011 : Momoiro Sparkling
17. 7 septembre 2011 : Sekaiichi Happy na Onna no Ko
18. 18 avril 2012 : Kimi wa Jitensha Watashi wa Densha de Kitaku
19. 5 septembre 2012 : Aitai Aitai Aitai na
20. 6 février 2013 : Kono Machi
21. 3 avril 2013 : Crazy Kanzen na Otona
22. 10 juillet 2013 : Kanashiki Amefuri / Adam to Eve no Dilemma
23. 6 novembre 2013 : Tokai no Hitorigurashi / Aitte Motto Zanshin
24. 5 mars 2014 : Kokoro no Sakebi o Uta ni Shitemita / Love Take It All
25. 16 juillet 2014 : The Power / Kanashiki Heaven (single version)
26. 19 novembre 2014 : I Miss You / The Future
27. 1er avril 2015 : The Middle Management ~Josei Chūkan Kanrishoku~ / Gamusha Life / Tsugi no Kado wo Magare
28. 28 octobre 2015 : Arigatō ~Mugen no Yell~ / Arashi wo Okosunda Exciting Fight!
29. 20 avril 2016 : Jinsei wa Step / Hito wa Naze Arasoundarō? / Summer Wind
30. 2 novembre 2016 : Mugen Climax / Ai wa Maru de Seidenki / Singing ~Ano Koro no You ni~
31. 29 mars 2017 : To Tomorrow / Final Squall / The Curtain Rises

Spéciaux
- 20 mars 2008 : Koero! Rakuten Eagles (distribution limitée)
- 13 octobre 2010 : Akuma de Cute na Seishun Graffiti (distribution limitée)

Collaborations
- 6 août 2011 : Makeru na Wasshoi!  (par Bekimasu, ré-édité le 21 décembre)
- 9 novembre 2011 :  Amazuppai Haru ni Sakura Saku (par Berryz Kobo x °C-ute)
- 16 novembre 2011 : Busu ni Naranai Tetsugaku (par Hello! Project Mobekimasu)
- 20 juin 2012 : Chō Happy Song (par Berryz Kobo x °C-ute)

### Autres chansons
- juillet 2009 : Ai wa Katsu (reprise, avec Erina Mano, sur l'album Chanpuru 1 ~Happy Marriage Song Cover Shū~)
- décembre 2015 : Iron Heart (en promotion de l'album Cmaj9, avec un clip vidéo)

## DVD
Concerts
- 6 décembre 2006 : Cutie Circuit 2006 Final in YOMIURI LAND EAST LIVE
- 18 avril 2007 : Cute Debut Tandoku Concert 2007 Haru ~Hajimatta yo! Cutie Show~
- 18 juillet 2007 : Cute Concert Tour 2007 Haru ~Golden Hatsu Date~
- 21 novembre 2007 : Cute Cutie Circuit 2007 ~MAGICAL CUTIE TOUR~
- 26 novembre 2007 : Cutie Circuit 2007 MAGICAL CUTIE Kansyasai (vendu exclusivement par l'intermédiaire du fanclub)
- 19 décembre 2007 : Cute Live Tour 2007 Aki ~Hôkago no Essence~
- 2 juillet 2008 : Cute Cutie Circuit 2008 ~LOVE Escalation!~
- 9 juillet 2008 : Berryz Kobo & Cute Nakayoshi Battle Concert Tour 2008 Haru ~Berryz Kamen vs Cutie Ranger~ with Cute Tracks (avec les Berryz Kobo)
- 12 novembre 2008 : Cute Concert Tour 2008 Natsu ~Wasuretakunai Natsu~
- 17 décembre 2008 : Cute Cutie Circuit ~September 10th is Cute Day~
- 22 juillet 2009 : Cute Concert Tour 2009 Haru - AB°C
- ?? ? 2009: Cutie Concert Tour ~JUMP~
- 21 novembre 2009 : Cutie Circuit 2009 ~Five~
- 7 juillet 2010 : Cute Concert Tour 2010 Spring ~Shocking Live~
- 24 novembre 2010 : Cute Cutie Circuit 2010: 9gatsu 10ka wa Cute no Hi
- 22 decembre 2010 : Cute Concert Tour 2010 Natsu Aki ~DANCE SPECIAL!! Chou Uranaito!!~
- ?? ?? ?? : Concert Tour 2012 Fuyu ~Shinsei Naru Pentagram~

Divers
- 6 septembre 2006 : Music V Tokushū 1 ~Cutie Visual~
- 5 septembre 2007 : Neru Ko wa Cute
- 19 janvier 2011 : Cutie Musical "Akuma no Tsubuyaki" ~Akuma de Cute na Seishun Graffiti~

Singles V
1. 28 février 2007 : Sakura Chirari
2. 18 juillet 2007 : Meguru Koi no Kisetsu
3. 31 octobre 2007 : Tokaikko Junjō
4. 5 mars 2008 : Lalala Shiawase no Uta
5. 14 mai 2008 : Namida no Iro
6. 27 août 2008 : Edo no Temari Uta II
7. 10 décembre 2008 : Forever Love
8. 22 avril 2009 : Bye Bye Bye!
9. 8 juillet 2009 : Shochū Omimai Mōshiagemasu
10. 30 septembre 2009 : Everyday Zekkōchō!!
11. 13 janvier 2010 : Shock!
12. 12 mai 2010 : Campus Life ~Umarete Kite Yokatta~
13. 1er septembre : Dance de Bakōn!
14. 2 mars 2011 : Kiss Me Aishiteru
15. 1er juin 2011 : Momoiro Sparkling
16. 14 septembre 2011 : Sekaiichi Happy na Onna no Ko
17. 25 avril 2012 : Kimi wa Jitensha Watashi wa Densha de Kitaku
18. 19 septembre 2012 : Aitai Aitai Aitai na

## Émissions
Radio
- Cutie Party
- Cute Yajima Maimi no I My Me Maimi~ (émission hebdomadaire de Maimi Yajima)

TV
- Hello Pro Hour episode 1 : Megumi Murakami
- Hello Pro Hour episode 2 : Maimi Yajima
- Hello Pro Hour episode 3 : Erika Umeda
- Hello Pro Hour episode 4 : Airi Suzuki
- Hello Pro Hour episode 5 : Saki Nakajima
- Hello Pro Hour episode 6 : Chisato Okai
- Hello Pro Hour episode 7 : Kanna Arihara
- Hello Pro Hour episode 8 : Mai Hagiwara
- Hello Pro Hour episode 20 : Megumi Murakami, Airi Suzuki
- Cute has come
- Berikyū!
- Yorosen

## Divers
Récompenses
- 26 novembre 2007 : Best Hits Kayousai Newcomer Award (nommé)
- 12 décembre 2007 : 40th Japan Request Awards (nommé)
- 30 décembre 2007 : 49th Japan Record Awards (Best New Artist Award)
- 2008 : 50th Japan Record Awards (Grand Prix)  (nommé)

Portfolio
- 21 septembre 2006 : Hello!Project 2006 Summer Wonderful Hearts Land
- 21 février 2007 : So Cute!
- 16 avril 2007 : Debut Tandoku Concert 2007 ~Hajimatta yo ! CUTIE SHOW~
- 4 octobre 2007 : Magical Cutie Tour
- 18 juillet 2008 : Berryz Kamen Cutie Ranger - Photobook Live and Document Version
- 11 juin 2015 : Cute 10th Anniversary Book

Concerts
- 21 septembre 2006 : Berryz Kobo & Cute in Hello! Project 2006 Summer Wonderful Hearts Land (avec les Berryz Kobo)
- 11 avril 2007 : Cute Debut Tandoku Concert Live Shashinshuu Hajimatta Yo! Cutie Show
- 4 octobre 2007 : 2007 Summer Cute's Traveling Diary
- 4 juillet 2008 : Berryz Kamen VS Cutie Ranger Live Shashinshuu Stage version
- 4 juillet 2008 : Berryz Kamen VS Cutie Ranger Live Shashinshuu Document version
- 5 juillet 2013 : °C-UTE CUTIE CIRCUIT VOYAGE À PARIS à LA CIGALE

## Vidéos musicales
| N° du single              | Titre                                                   | Vidéo officiel sur YouTube |
| ------------------------- | ------------------------------------------------------- | -------------------------- |
| Label indépendant (indie) |                                                         |                            |
| 1                         | Massara Blue Jeans                                      | regarder                   |
| 2                         | Soku Dakishimete                                        | regarder                   |
| 3                         | Ōkina Ai de Motenashite                                 | regarder                   |
| 4                         | Wakkyanai (Z) (Live Version)                            | regarder                   |
| Label major               |                                                         |                            |
| 1                         | Sakura Chirari                                          | regarder                   |
| 2                         | Meguru Koi no Kisetsu                                   | regarder                   |
| 3                         | Tokaikko Junjō                                          | regarder                   |
| 4                         | LALALA Shiawase no Uta                                  | regarder                   |
| —                         | Koero! Rakuten Eagles (°C-ute Ver.)                     | regarder                   |
| 5                         | Namida no Iro                                           | regarder                   |
| 6                         | Edo no Temari Uta II                                    | regarder                   |
| 7                         | FOREVER LOVE                                            | regarder                   |
| 8                         | Bye Bye Bye!                                            | regarder                   |
| 9                         | Shochū Omimai Mōshiagemasu                              | regarder                   |
| 10                        | EVERYDAY Zekkōchō                                       | regarder                   |
| 11                        | SHOCK!                                                  | regarder                   |
| —                         | Shigatsu Sengen                                         | regarder                   |
| 12                        | Campus Life ~Umarete Kite Yokatta~                      | regarder                   |
| 13                        | Dance de Bakōn                                          | regarder                   |
| 14                        | Aitai Lonely Christmas                                  | regarder                   |
| 15                        | Kiss me Aishiteru                                       | regarder                   |
| 16                        | Momoiro Sparkling                                       | regarder                   |
| 17                        | Sekaiichi HAPPY na Onna no Ko                           | regarder                   |
| —                         | Amazuppai Haru ni Sakura Saku par Berryz Kobo × °C-ute  | regarder                   |
| —                         | Busu ni Naranai Tetsugaku par Hello! Project Mobekimasu | regarder                   |
| —                         | Yuke! Genki-kun par Mai Hagiwara                        | regarder                   |
| 18                        | Kimi wa Jitensha Watashi wa Densha de Kitaku            | regarder                   |
| —                         | Chō HAPPY SONG par Berryz Kobo × °C-ute                 | regarder                   |
| 19                        | Aitai Aitai Aitai na                                    | regarder                   |
| 20                        | Kono Machi                                              | regarder                   |
| 21                        | Crazy Kanzen na Otona                                   | regarder                   |
| 22                        | Kanashiki Amefuri                                       | regarder                   |
| 22                        | Adam to Eve no Dilemma                                  | regarder                   |